# Clifford Shull

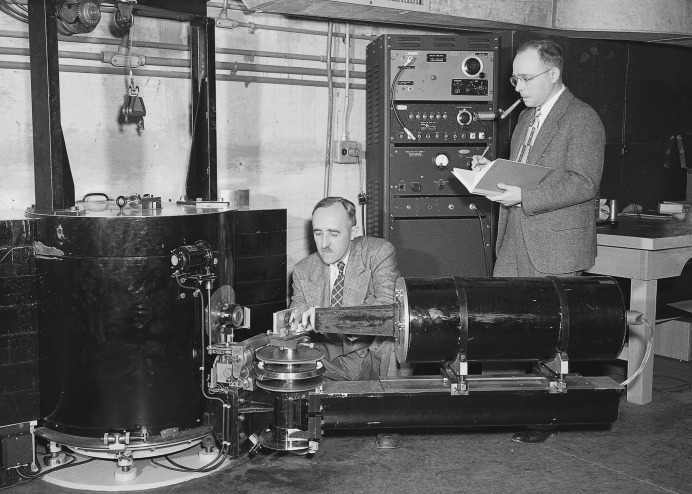
Clifford Shull (rechts) mit Kollege Ernest Wollan (1949)

Clifford Glenwood Shull (* 23. September 1915 in Pittsburgh, Pennsylvania; † 31. März 2001 in Medford, Massachusetts) war ein US-amerikanischer Physiker. Er wurde 1994 mit dem Nobelpreis ausgezeichnet.

## Leben
Clifford Shull wurde am 23. September 1915 in Pittsburgh im Stadtteil Glenwood als drittes Kind von David H. Shull († 1934) und seiner Frau Daisy B. Shull geboren, er hat einen älteren Bruder (Perry Leo) und eine ältere Schwester (Evalyn May). Er studierte von 1933 bis 1937 Physik am Carnegie Institute of Technology in Pittsburgh und promovierte 1941 an der New York University. Er fand eine Anstellung an einem Forschungslaboratorium von The Texas Company (Texaco) in Beacon, New York. Nach dem Zweiten Weltkrieg ging er 1946 an das Clinton Laboratory (jetzt Oak Ridge National Laboratory) in Tennessee. Er nahm 1955 einen Ruf als Professor an das Massachusetts Institute of Technology (MIT) an, wo er bis zu seinem Ruhestand 1986 forschte und lehrte.
Clifford Shull heiratete 1941 Martha-Nuel Summer und hat drei Söhne, John, Robert und William. Er starb am 31. März 2001 im Lawrence Memorial Hospital in Medford, Massachusetts.

## Werk
Shulls Aufgabe bei The Texas Company war die Analyse der Mikrostruktur von Katalysatoren für die petrochemische Industrie mittels Röntgenstreuung und Elektronenstreuung. Nach seinem Wechsel an das Oak Ridge National Laboratory arbeitete er mit Ernest Walton (1903–1995) an der Entwicklung der Neutronenstreuung an Festkörpern, die sie in den folgenden Jahren perfektionierten.
In den 1970er Jahren arbeitete er an Experimenten zur Neutronen-Interferometrie (wie zuvor schon Sam Werner an der University of Missouri und Helmut Rauch und Anton Zeilinger in Wien). Insbesondere wollte er Gravitationseffekte damit nachweisen. In seiner Gruppe waren damals Daniel Greenberger und Michael Horne, die für ihre Arbeiten zu den Grundlagen der Quantenmechanik bekannt sind.
Clifford Shull wurde 1994 zusammen mit Bertram Brockhouse mit dem Nobelpreis für Physik „für ihre Entwicklung von Techniken zur Streuung der ungeladenen Kernteilchen“ ausgezeichnet.

## Auszeichnungen
- 1956 Buckley Prize, American Physical Society
- 1957 Wahl in die American Academy of Arts and Sciences
- 1960 Namensgeber für die Shull Rocks in der Antarktis
- 1975 Wahl in die National Academy of Sciences
- 1993 Gregori-Aminoff-Preis, Königlich Schwedische Akademie der Wissenschaften
- 1994 Nobelpreis für Physik

## Schriften
- Clifford Shull: Early development of neutron scattering. In: Reviews of Modern Physics. Band 67, 1995, S. 753–757